# 班迪與暗黑重生
《班迪与暗黑重生》或者《班迪与黑暗复兴》是由TheMeatly Games制作与开发的章节式恐怖生存游戏，為《班迪與油印機》之續作。游戏第一章于2019年秋季发布，随后完整版于2022年11月15日推出，与前作一样广受好评。

## 时间线
故事发生在Joey Grew Studio破产并被 Archgate Pictures 收购了以后的1973年。开发商指出这个作品是前作《班迪與油印機》的续集。玩家要操纵的是在Archgate Pictures工作，并一位对墨水世界毫不知情的动漫师奥黛利(Audrey)，却被不明不白地搅入了这个黑暗世界。